# Хаусхофер, Альбрехт
Альбрехт Георг Хаусхофер (нем. Albrecht Georg Haushofer; 7 января 1903, Мюнхен — 23 апреля 1945, Берлин) ― немецкий географ, геополитик, дипломат, публицист и участник немецкого движения Сопротивления.

## Биография
Альбрехт Хаусхофер родился в Мюнхене в семье отставного генерала, ветерана Первой мировой войны и географа Карла Хаусхофера, известного также своими трудами по геополитике, и его жены Марты, урожденной Майер-Досс (1877—1946). У Альбрехта также был младший брат Хайнц. Альбрехт Хаусхофер изучал географию и историю в Мюнхенском университете Людвига-Максимиллиана. В 1924 году он окончил с его с дипломной работой под названием Paß-Staaten in den Alpen. Эрих фон Дригальский (1865—1949) был научным руководителем Хаусхофера. После получения диплома он работал ассистентом геолога Альбрехта Пенка.
Геополитикой совместно с Альбрехтом занимался и Рудольф Гесс, соратник Адольфа Гитлера, близкий друг и ученик старшего Хаусхофера. Карл Хаусхофер был частым гостем в Ландсбергской тюрьме, где Гитлер и Гесс отбывали наказание после неудавшегося Пивного путча в 1923 году. В этой же тюрьме Гитлер написал свою известную книгу «Моя борьба», где изложил своё мировоззрение. После прихода нацистов к власти и принятия Нюрнбергских расовых законов Альбрехт Хаусхофер относился к мишлингам из-за еврейских корней своей матери, однако Гесс, будучи заместителем фюрера по партии с 1933 года, выдал семье Хаусхоферов охранное письмо.
Альбрехт Хаусхофер также был секретарём Берлинского географического общества и редактором его журнала. Он занимал эту должность в 1928—1938 годах. Хаусхофер, будучи академиком, много путешествовал по миру, выступал с лекциями и приобрёл обширные знания в области международных отношений.
Он начал преподавать геополитику в Немецкой высшей школе политики в 1933 году, которая лишилась многих своих преподавателей после прихода к власти нацистов. Когда академия была присоединена к Берлинскому университету в 1940 году, Хаусхофер стал профессором факультета изучения зарубежных стран. Он также занимал должность советника в офисе Риббентропа, занимавшемся вопросами внешней политики параллельно с министерством иностранных дел в 1934—1938 годах и расформированным после назначения Иоахима фон Риббентропа министром иностранных дел. До 1941 года Хаусхофер работал в информационном отделе министерства иностранных дел.
Проникнув в сущность политики нацистов, Хаусхофер с середины 1930-х годов сблизился с кругами немецкого Сопротивления. После начала Второй мировой войны Хаусхофер присоединяется к консервативным противникам нацистского режима, сплочённым вокруг прусского министра финансов Йоханнеса Попица. Хаусхофер контактировал с Петером Йорком фон Вартенбургом и графом Хельмутом Джеймсом фон Мольтке, которые входили в кружок Кружок Крейзау, а также с членами Красной капеллы, чьи берлинские лидеры Арвид Харнак и Харро Шульце-Бойзен преподавали вместе с Хаусхофером в Высшей школе политики.
Альбрехт Хаусхофер был вовлечен в план Гесса по вступлению в мирные переговоры с англичанами, согласно которому сам Гесс должен был выступить в качестве посредника. Нацистское руководство предполагало, что именно Хаусхофер подтолкнул Гесса к полёту в Шотландию: из-за этого он и попал в немилость. По подозрению в оказании помощи Гессу его посадили в тюрьму на несколько недель. Затем его отпустили, но он продолжал находиться под наблюдением гестапо. Высокопоставленные члены нацистской партии неодобрительно смотрели и на его происхождение, поскольку его мать была на половину еврейкой.

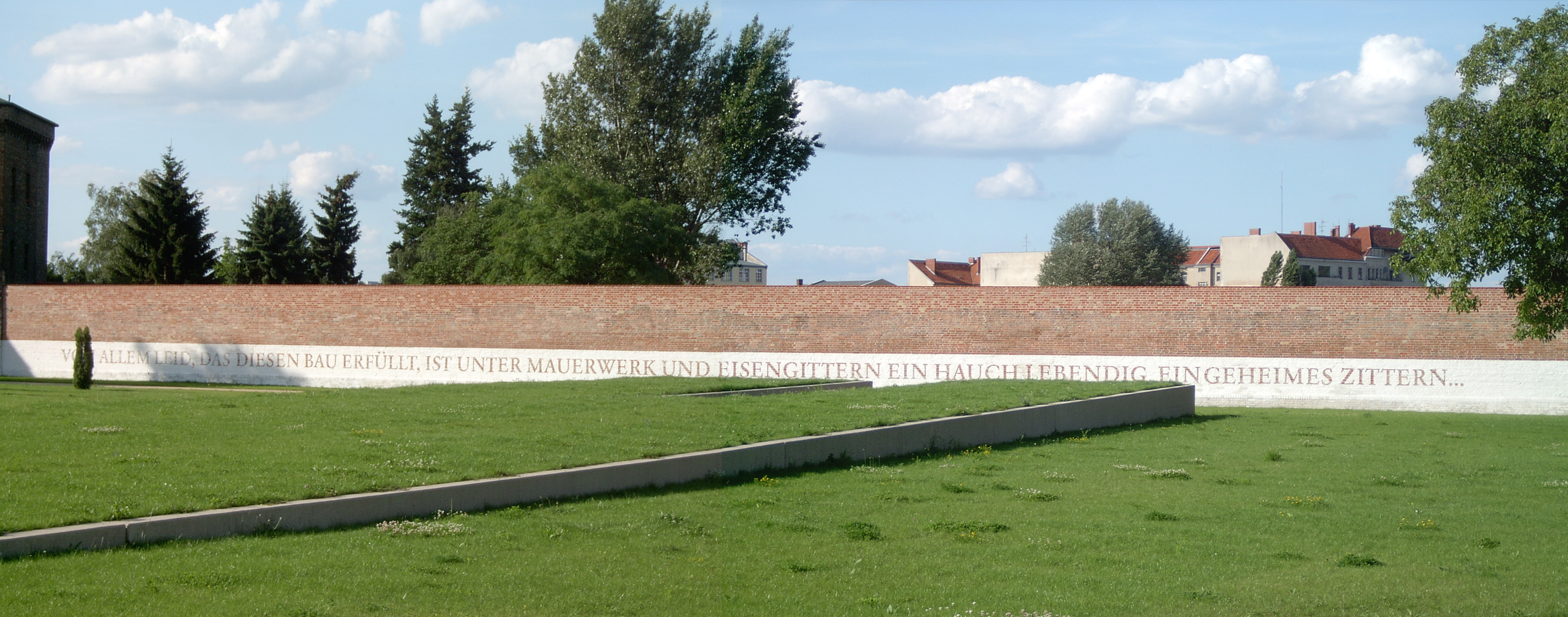
Мемориальный парк на месте старой Моабитской тюрьмы. На стене ― строка из стихотворения Хаусхофера.

Он пришёл к мысли о том, что единственный способ не допустить полной военной и политической катастрофы ― это физическое устранение Гитлера. После неудавшегося заговора 20 июля 1944 года Хаусхофер был вынужден скрываться от властей, но в конечном итоге был задержан на ферме в Баварии 7 декабря 1944 года.
Будучи заключённым в берлинской тюрьме Моабит, он написал свои «Моабитские сонеты», опубликованные посмертно в 1946 году. В ночь с 22 на 23 апреля 1945 года, когда войска Красной армии уже вступили в Берлин, Альбрехт Хаусхофер и другие заключенные тюрьмы, среди которых были также и такие видные члены Сопротивления, как Клаус Бонхёффер и Рюдигер Шлейхер, были казнены солдатами СС на улице Инвалиденштрассе выстрелом в затылок. Его тело обнаружил младший брат Хайнц 12 мая 1945 года.

## Моабитские сонеты
В одном из своих сонетов под названием «Вина» Хаусхофер пишет про самого себя.

| «Schuld». Немецкий …schuldig bin ich Anders als Ihr denkt. Ich musste früher meine Pflicht erkennen; Ich musste schärfer Unheil Unheil nennen; Mein Urteil habe ich zu lang gelenkt… Ich habe gewarnt, Aber nicht genug, und klar; Und heute weiß ich, was ich schuldig war. | «Вина». Русский (перевод Д. И. Гарбара) Мне говорят: ты виноват, ты предал… Нет, не предатель я народу своему. Я виноват в другом: я знал…, но я ему Не говорил о том, что раньше многих ведал. Моя вина в ином: я видел — из кувшина Зло вырвалось и воспарило ввысь. Я должен был кричать: Народ, остерегись! Но я молчал. Зло создало преступную машину. Я виноват. Не в том вина моя, Что я боролся с властью бешеного зверя. Я слишком долго ждал, надеялся и верил, Что это сделает другой — не я, не я… Вот в чём пред Родиной вина моя. Сегодня ясно вижу это я… |